# Australian Suicide
Broderick Shepherd (Melbourne, Victoria, 9 de diciembre de 1992-6 de marzo de 2025) fue un luchador profesional australiano más conocido por el nombre de Australian Suicide quien trabajaba en Lucha Libre AAA Worldwide (AAA). Antes de la llegada de México, Shepherd compitió en otras compañías independientes tanto en Australia como en los Estados Unidos como Ryan Rollins.
Shepherd ha sido una vez Campeón Mundial de Peso Crucero de AAA y fue ganador de la Copa Triplemanía (2016).

## Carrera

### Primeros años (2005-2013)
Shepherd comenzó a pelear en varias promociones bajo el nombre de Ryan Rollins durante sus primeros años tanto en Australia como en otras compañías como la National Wrestling Alliance (NWA), Melbourne City Wrestling, Slam Factory Wrestling y entre otras promociones.
En 2013, fue entrenado por Lance Storm mientras competía en Canadá antes de la llegada de México a mediados de ese mismo año.

### Lucha Libre AAA Worldwide (2013-2025)
El 22 de septiembre de 2013, Rollins debutó en la mayor empresa de México Lucha Libre AAA Worldwide (AAA) usando su máscara como Australian Suicide uniéndose a Angélico y Jack Evans venciendo a Eterno, Pentagón Jr. y Steve Pain. El 16 de marzo de 2014 en Rey de Reyes, Suicide compitió por el Campeonato Peso Crucero de AAA donde perdió ante Daga en un Eimination Match que estuvo involucrado con Argenis y Super Fly. En Triplemanía XXII, Suicide fue parte de un Elimination Match para unificar el Campeonato de AAA Fusión y el Campeonato Peso Crucero en donde fue ganado por El Hijo del Fantasma. A finales de 2015, Suicide tuvo una rivalidad contra Daga durante todos los eventos AAA, incluso en Triplemanía XXIV, donde Suicide ganó la Copa Triplemanía contra su rival y fue atacado por el propio Daga después de terminar la lucha. El 3 de octubre en Héroes Inmortales X, Suicide fue derrotado por Daga en una Lucha de Apuesta, donde se vio obligado a quitarse la máscara y revelar su nombre. Durante el período de tiempo después de perder su máscara, Suicide comenzó a modificar su Gimmick de pandillero. El 4 de junio de 2017 en Verano de Escándalo, Suicide se unió a Bengala por el Campeonato Mundial en Parejas de AAA donde se coronaron Dark Cuervo y Dark Escoria. El 26 de enero de 2018 en Guerra de Titanes, Suicide ganó el Campeonato Mundial de Peso Crucero de AAA tras derrotar a Lanzeloth por primera vez en su carrera. En el pre-show de Triplemanía XXVI, Suicide perdió su título ante Sammy Guevara en un Fata 4-Way Match, y en el que también participaron ACH y Shane Strickland.
El 3 de agosto de 2019 en Triplemanía XXVII, Suicide junto con Vanilla Vargas compitieron por el Campeonato Mundial en Parejas Mixto de AAA contra el Sammy Guevara & Scarlett Bordeaux, Niño Hamburguesa & Big Mami y Lady Maravilla & Villano III Jr., donde fueron coronados como nuevos campeones.

## Vida personal
Shepherd estaba casado con su compañera de lucha profesional Vanilla Vargas. El 7 de julio de 2020, Vargas anunció en su Twitter que estaban esperando su primer hijo juntos. La pareja también abandonó México para vivir en Puerto Rico antes de regresar a México en 2024.

### Muerte
Shepherd murió el 6 de marzo de 2025. En las semanas previas a su muerte, Shepherd se había caído de una escalera y había recibido un golpe en la cabeza; no buscó atención médica. El 5 de marzo, mientras visitaba un mercado cerca de la Ciudad de México con su familia, se desmayó y volvió a golpearse la cabeza. Fue trasladado a un hospital en Chimalhuacán, pero murió poco después de la medianoche. La causa de su muerte fue un paro cardíaco.

## Campeonatos y logros
- Lucha Libre AAA Worldwide
  - Campeonato Mundial de Peso Crucero de AAA (1 vez)
  - Copa Triplemanía (2016)

### Lucha de Apuestas
| Ganador          | Perdedor                     | Lugar                 | Evento              | Fecha                | Notas |
| ---------------- | ---------------------------- | --------------------- | ------------------- | -------------------- | ----- |
| Daga (cabellera) | Australian Suicide (máscara) | Monterrey, Nuevo León | Héroes Inmortales X | 2 de octubre de 2016 |       |